# Belebathan
Belebathan è una suddivisione dell'India, classificata come census town, di 4.292 abitanti, situata nel distretto di Bardhaman, nello stato federato del Bengala Occidentale. In base al numero di abitanti la città rientra nella classe VI (meno di 5.000 persone).

## Geografia fisica
La città è situata a 23° 38' 22 N e 87° 03' 47 E.

## Società

### Evoluzione demografica
Al censimento del 2001 la popolazione di Belebathan assommava a 4.292 persone, delle quali 2.290 maschi e 2.002 femmine. I bambini di età inferiore o uguale ai sei anni assommavano a 637, dei quali 331 maschi e 306 femmine. Infine, coloro che erano in grado di saper almeno leggere e scrivere erano 2.327, dei quali 1.542 maschi e 785 femmine.